# Synagoge (Belfort)

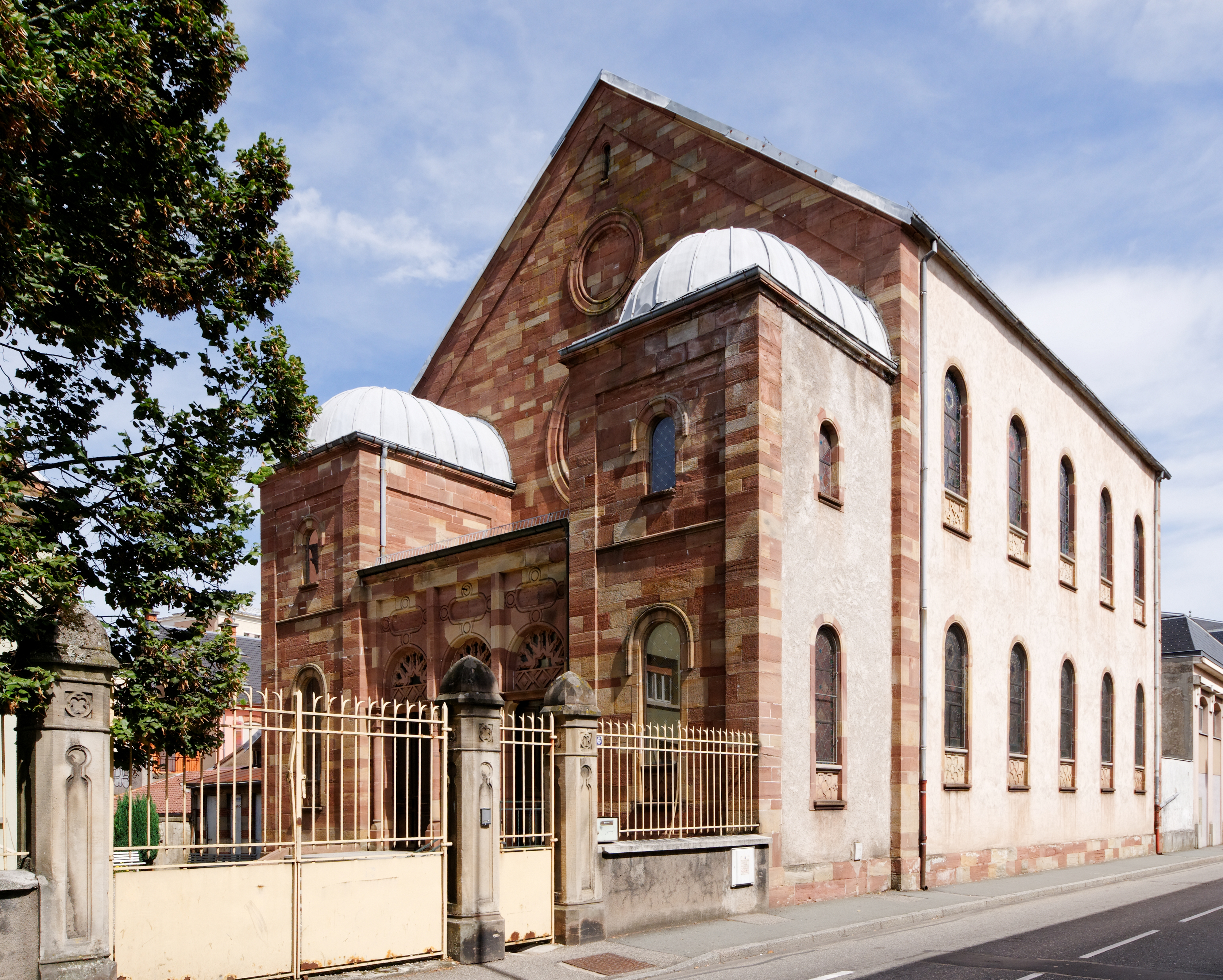
Synagoge in Belfort (2011)

Die Synagoge in der Stadt Belfort im Département Territoire de Belfort in der französischen Region Franche-Comté wurde 1857 errichtet. Die Synagoge in der Rue de l'As de Carreau ist seit 1983 ein geschütztes Baudenkmal (Monument historique).

## Beschreibung
Die Synagoge entstand nach den Plänen des Pariser Architekten Diogène Poisat. Die zwei Kuppeln über den Baukörpern rechts und links des Eingangs sind Zeichen des in dieser Zeit beliebten orientalisierenden Stils. Im Inneren wird die Frauenempore von Bleiglasfenstern erhellt. Die Synagoge besitzt eine Uhr der Firma Ungerer aus Straßburg, wohl aus den 1860er Jahren, die auch die Straßburger Münsteruhr gebaut hat.